# Калашников, Алексей Сергеевич
Алексей Сергеевич Калашников (1921 — 2003) — советский военный деятель, организатор испытаний ракетно-космической техники, кандидат технических наук (1968), генерал-лейтенант (1979). Председатель Научно-технического комитета Ракетных войск стратегического назначения СССР (1969—1974).

## Биография
Родился 26 марта 1921 года в станице Кущёвская, Краснодарского края.
С 1942 года был призван в ряды РККА и направлен для прохождения обучения на курсах командиров батарей в Первое Киевское артиллерийское училище имени С. М. Кирова. С 1943 по 1945 год участник Великой Отечественной войны в составе отдельного разведывательного артиллерийского дивизиона в должности командира батареи, в последующем служил в должностях помощника и старшего помощника начальника разведывательного отделения управления командующего артиллерией 11-й армии, воевал на Брянском, Прибалтийском и Белорусском фронтах. С 1945 года служил в штабе Управления командующего
артиллерией особого военного округа в должности помощника руководителя отдела
оперативно-разведывательной подготовки.
С 1947 по 1950 год обучался на факультете реактивного вооружения Военной артиллерийской инженерной академии имени Ф. Э. Дзержинского, который окончил с отличием. С 1950 года был направлен в военное представительство ОКБ-1 и позже начал свою научно-исследовательскую работу в 4-м Государственном Центральном полигоне Министерства обороны СССР в должностях: старший инженер-испытатель группы, с 1951 года — старший инженер отдела, с 1954 года — старший офицер отдела и с 1956 года — начальник отдела, с 1957 года — заместитель начальника 1-го испытательного управления по опытно-испытательным работам и с 1957 по 1961 год — начальник Управления наземного реактивного вооружения 4-го ГЦП МО СССР.
25 июля 1958 года Постановлением ЦК КПСС и СМ СССР А. С. Калашников был назначен заместителем председателя Государственной комиссии по проведению совместных испытаний жидкостной одноступенчатой баллистической ракеты средней дальности «Р-12» в комплексе с наземным оборудованием. В 1959 году за эту работу был удостоен Ордена Ленина.
С 1961 по 1969 и с 1974 по 1981 год А. С. Калашников служил в Главном управлении ракетного вооружения МО СССР в должностях начальника 3-го и 2-го управления. 17 июня 1961 года Указом Президиума Верховного Совета СССР «За активное участие в проектировании и запуске космического корабля-спутника "Восток" и осуществление первого в мире полета этого корабля с человеком на борту» А. С. Калашников был награждён Орденом Ленина.
С 1969  по 1974 год — председатель Научно-технического комитета Ракетных войск стратегического назначения СССР. В 1979 году Постановлением СМ СССР А. С. Калашникову было присвоено воинское звание генерал-лейтенант. А. С. Калашников внёс весомый вклад в испытания изделий ракетно-космической техники, в разработку ракетных комплексов и в систему автоматизированных систем управления этими комплексами.
С 1981 года после увольнения из рядов ВС СССР на научно-исследовательской работе в должности — заместителя руководителя ЦКБ НПО «Геофизика» по научно-техническому развитию.
Скончался 22 января 2003 года в Москве, похоронен на Митинском кладбище.

## Высшие воинские звания
- Генерал-майор инженерно-технической службы (22.02.1963)
- Генерал-майор-инженер (18.11.1971)
- Генерал-лейтенант-инженер (16.02.1979)
- Генерал-лейтенант (26.04.1984)[4]

## Награды
- два Ордена Ленина (1959, 1961)
- Орден Отечественной войны I (1945, 1985) и II степени (1944)
- Орден Трудового Красного Знамени (1972)
- Орден Красной Звезды (1966)
- Орден «За службу Родине в Вооружённых Силах СССР» III степени (1975)
- Ряд медалей СССР[1]

## Сочинения
- Калашников А. С. У истоков стратегических. // Военно-исторический архив. — 2001. — №№ 2 (17), 3 (18), 4 (19), 5 (20).